# حرية الاعتقاد في الرأس الأخضر
ينص الدستور على حرية الاعتقاد وتحترم الحكومة عمومًا الممارسة العملية لهذا الحق. استمرت سياسة الحكومة في المساهمة في الممارسة الحرة للدين عمومًا. ولم ترد أي تقارير عن انتهاكات مجتمعية أو تمييز ديني أو تمييز في الممارسة الدينية.

## الديموغرافيا الدينية
جمهورية الرأس الأخضر عبارة عن أرخبيل يتكون من 10 جزر، 9 منها مأهولة بالسكان. تبلغ مساحتها 1,557 ميل مربع (4030 كم2) ويبلغ عدد سكانها 458000 نسمة، وفقًا للمعهد الوطني للإحصاء. أكثر من 85% من السكان هم من الروم الكاثوليك، وفقًا لاستطلاع رأي غير رسمي أجرته الكنائس المحلية. أكبر طائفة بروتستانتية هي الكنيسة الناصرية. وتشمل المجموعات الأخرى كنيسة السبتية في اليوم السابع وكنيسة يسوع المسيح لقديسي الأيام الأخيرة (المورمون) وجمعيات الله والكنيسة العالمية لملكوت الله، والعديد من مختلف الكنائس الخمسينية والإنجيلية الأخرى. هناك جماعات بهائية صغيرة وجماعة مسلمة صغيرة ولكنها آخذة في النمو. يُقدَر عدد الملحدين بأقل من 1% من السكان.
لا يوجد ترابط بين الاختلافات الدينية والانتماءات الإثنية أو السياسية؛ ومع ذلك فإن التسلسل الهرمي الكاثوليكي متحالف مع حزب الحركة من أجل الديمقراطية (MPD)، الذي حكم البلاد بين عامي 1991 و2001. في حين أن العديد من الكاثوليك كانوا في يومٍ من الأيام معاديين للحزب الأفريقي لتحقيق استقلال الرأس الأخضر (PAICV)، الذي أصبح الحزب الحاكم عام 2001، وأصبح بعضهم مؤيد لحزب PAICV بسبب الصراع داخل حزب MPD وعدم الرضا عن أداء الأخير.
كانت هناك مجموعات تبشيرية أجنبية تعمل في البلاد.

## وضع الحرية الدينية

### الإطار القانوني والسياسي
ينص الدستور على حرية الاعتقاد، وتحترم الحكومة عمومًا هذا الحق في الممارسة فعليًا. سعت الحكومة على جميع المستويات إلى حماية هذا الحق بالكامل ولم تتسامح مع التجاوزات، سواء من قبل الجهات الحكومية أو الخاصة.
يحمي الدستور حق الأفراد في اختيار وتغيير دينهم وتفسير معتقداتهم الدينية لأنفسهم.
ينص قانون العقوبات، الذي دخل حيز التنفيذ عام 2004، على أن انتهاكات الحرية الدينية هي جرائم تخضع لعقوبة تتراوح بين 3 أشهر و3 سنوات.
لا يوجد دين للدولة. وينص الدستور على الفصل بين الكنيسة والدولة ويحظر على الدولة فرض أي معتقدات وممارسات دينية.
تتمتع الكنيسة الكاثوليكية بمكانة مميزة في الحياة الوطنية. على سبيل المثال، تخصص الحكومة للكنيسة الكاثوليكية وقتًا لبث الطقوس الدينية على التلفاز مجانًا. وأيضًا تحتفل الحكومة كعطلة رسمية بالأيام الكنسية المُقدسَة مثل أربعاء الرماد والجمعة الحزينة وعيد القيامة ويوم جميع القديسين وعيد الميلاد. إضافةً لذلك كل بلدية لديها عطلة لتكريم قديسها الشفيع. لا تحتفل الحكومة بأي أعياد دينية أخرى.
ينص الدستور على حرية التنظيم. ويجب على جميع الجمعيات، سواء كانت دينية أو علمانية، التسجيل لدى وزارة العدل للاعتراف بها قانونيًا.
التسجيل إلزامي بموجب الدستور وقانون الجمعيات. لا توجد حوافز خاصة للتسجيل والتخلف عن القيام بذلك لا يؤدي إلى عقوبة أو الملاحقة قضائيًا. لكن من سيئات عدم التسجيل عدم قدرة المجموعات غير المسجلة على التقدم بطلب للحصول على قروض ومساعدات حكومية أو خاصة كالجمعيات المسجلة.
للتسجيل، يجب على أي مجموعة دينية أن تقدم إلى وزارة العدل نسخة من ميثاقها ونظامها الداخلي، مُوقّعة من قبل أعضاء المجموعة. يحدد الدستور المعايير لجميع الجمعيات، بما في ذلك الجمعيات الدينية، وينص على ألا تكون الجمعية عسكرية أو مسلحة؛ وألا يكون هدفها الترويج للعنف أو العنصرية أو رهاب الأجانب أو الديكتاتورية؛ ولا يجوز أن تنتهك أي قانون جنائي. لا يؤدي عدم التسجيل في وزارة العدل إلى أي قيود على المعتقدات أو الممارسات الدينية.

### القيود على الحرية الدينية
بشكلٍ عام ساهمت سياسة الحكومة وممارساتها في الممارسة الحرة للدين.
لم ترد تقارير عن وجود سجناء أو محتجزين دينيين في البلاد.

### التحول الديني القسري
لم ترد أي تقارير عن تحول ديني قسري، بما في ذلك عن مواطنين أمريكيين قاصرين اختُطفوا أو نُقلوا بصورة غير قانونية من الولايات المتحدة، أو عن رفض السماح بعودة هؤلاء المواطنين إلى الولايات المتحدة.

## الانتهاكات الاجتماعية والتمييز
لم ترد أي تقارير عن انتهاكات مجتمعية أو تمييز قائم على أساس المعتقد أو الممارسة الدينية.